# Legio IIII Flavia Felix

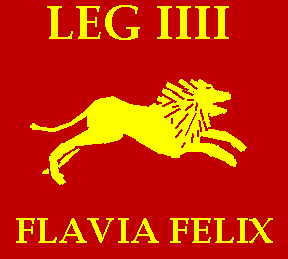
Signum der Legio IIII Flavia Felix (vereinfachte Darstellung)

Die Legio IIII Flavia Felix (auch: Legio IV Flavia Felix) war eine Legion der römischen Armee. Sie wurde im Jahre 70 von Kaiser Vespasian aufgestellt und bestand bis ins frühe 5. Jahrhundert. Ihren Beinamen Flavia Felix („glückliche flavische“) verdankt sie dem Sieg der Familie Vespasians, der Flavier, im Bürgerkrieg von 69 n. Chr. (Vierkaiserjahr). Als Symbol führte die Legion einen Löwen.

## Geschichte der Legion

### Flavische Dynastie

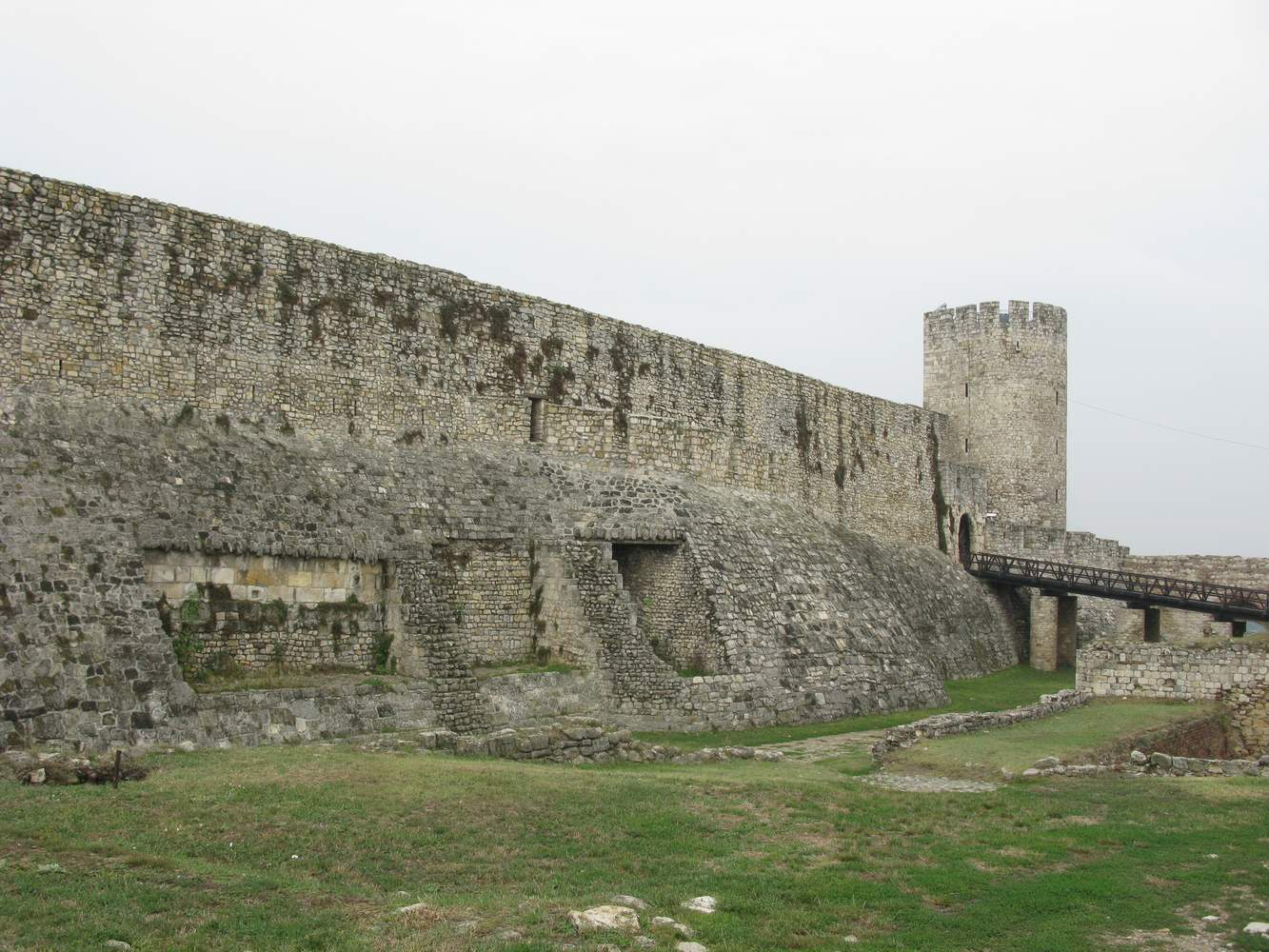
Römische Befestigungsanlagen in Singidunum

Die Legion wurde im Jahre 70 von Kaiser Vespasian aufgestellt und bestand vor allem aus Mitgliedern der aufgelösten Legio IIII Macedonica. Die Legion wurde zunächst in Burnum (Kistanje) in der Provinz Dalmatia stationiert, wo sie die Legio XI Claudia ablöste. Domitian (81–96) siedelte zu Beginn seiner Herrschaft Veteranen der Legionen I Italica, III Augusta, IIII Macedonica, V Macedonica, V Alaudae, IIII Flavia und VII Claudia in der neugegründeten Stadt Scupi (Skopje) an. Um 85 wurde sie von Domitian in seinem Feldzug gegen die Daker eingesetzt. Unter dem Feldherrn Lucius Tettius Iulianus nahm die Legion im Jahr 88 an der Schlacht von Tapae teil. Nach dem Krieg wurde die Legion möglicherweise für einige Zeit zur Legio VII Claudia nach Viminatium verlegt, bevor sie im obermoesischen Singidunum (Belgrad) stationiert wurde.

### Adoptivkaiser und Antoninische Dynastie

Die Provinz Dakien mit der Hauptstadt Colonia Ulpia Traiana Augusta Dacica Sarmizegetusa

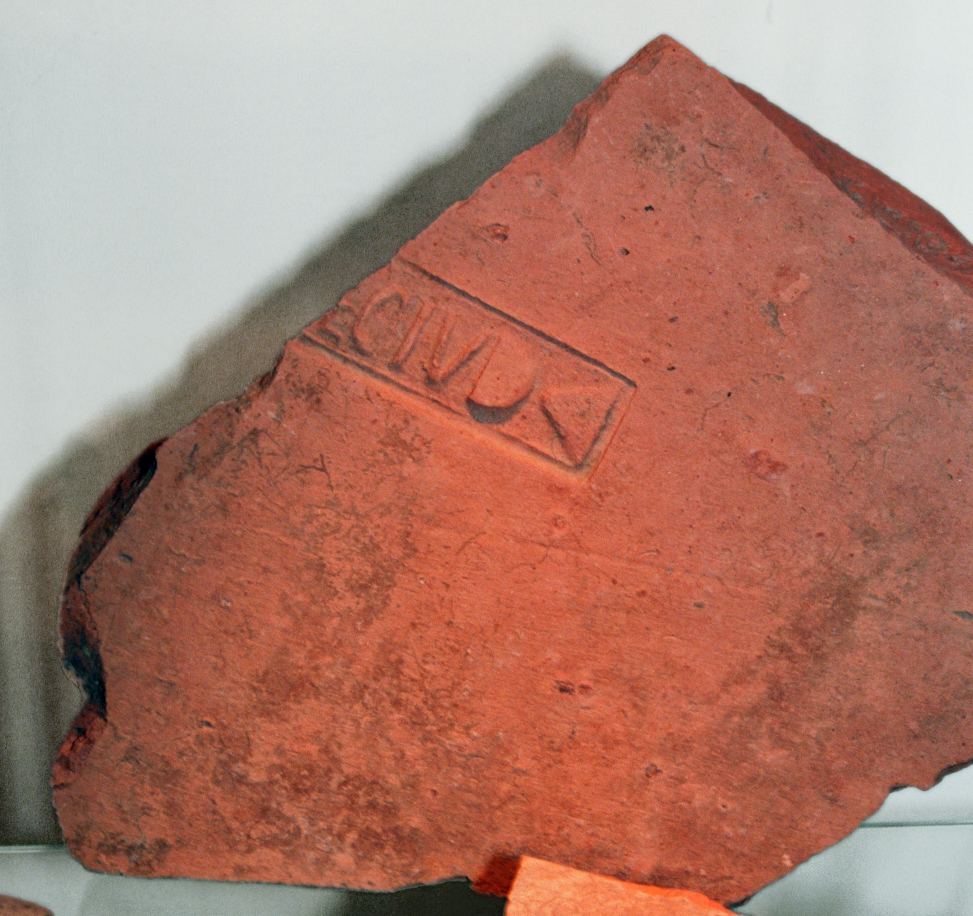
Ziegelstempel der Legion aus einer kleinen mittelkaiserzeitlichen Siedlung am pannonischen Donauknie bei Visegrád-Lepence (Burgus Solva 23).

Im Jahr 101 brach die Legion von Singidunum auf und war unter dem Oberbefehl von Manius Laberius Maximus in Südwestdakien an Trajans erstem Dakerkrieg beteiligt. Dann bildete sie mit der Legio XIII Gemina unter dem Militärstatthalter Gnaeus Pinarius Aemilius Cicatricula Pompeius Longinus die Besatzungsmacht des eroberten Gebietes. Ein Aufstand führte im Jahr 105 zum zweiten Dakerkrieg, der im Jahr 106 mit einem römischen Sieg und der Gründung der Provinz Dacia endete.
Nach den Dakerkriegen wurde die Legion in Berzobis (Berzovia) stationiert und bewachte die Donausüdstraße und den Pass des Eisernen Tores. In der Colonia Ulpia Traiana Augusta Dacica Sarmizegetusa war die Legion zwischen 108 und 117 mit dem Bau der Wehranlagen und öffentlicher Gebäude beschäftigt. Vexillationen wurden auch in „Außenposten“ stationiert, um die aurariae Dacicae (dakischen Goldminen) zum Beispiel bei Ampelum (Zlatna) und Bocșa zu überwachen. Mit dem Kürzel LEG IIII F F gestempelte Ziegel weisen auf Bautätigkeiten an diesem Orten hin. Die Legion ist auch als Besatzungseinheit für die Frühphase des Kastell Micia bekannt. Ein Zenturio, Quintus Licinius Macrinus, stiftete in Micia zwischen 101 und 117 einen Weihestein.
Die Legio I Adiutrix wurde 115 wieder abgezogen. In den Jahren 116 bis 119 führten sarmatische Angriffe dazu, dass einige exponierte Randgebiete Dakiens aufgegeben wurden. Im Jahr 119 wurde die Legio IIII Flavia Felix von Kaiser Hadrian abgezogen und wieder nach Singidunum verlegt. Im weiteren Verlauf des 2. und 3. Jahrhunderts scheint die Hauptlast der Kämpfe auf der Legio II Adiutrix und den zahlreichen Auxiliartruppen gelegen zu haben, während die Flavia Felix als Reserve diente. Bei diesen Gelegenheiten bildeten Vexillationen der Flavia Felix die Garnison in der niederpannonischen Provinzhauptstadt Aquincum (Budapest), in der das Stammlager der II Adiutrix lag.
Die Legion wurde für den Partherkrieg des Lucius Verus (162–166) in den Osten des Reiches verlegt und nahm in der Zeit Kaiser Mark Aurels (161–180) an den Markomannenkriegen (166–180) im Donauraum teil.

### Severer und Soldatenkaiser

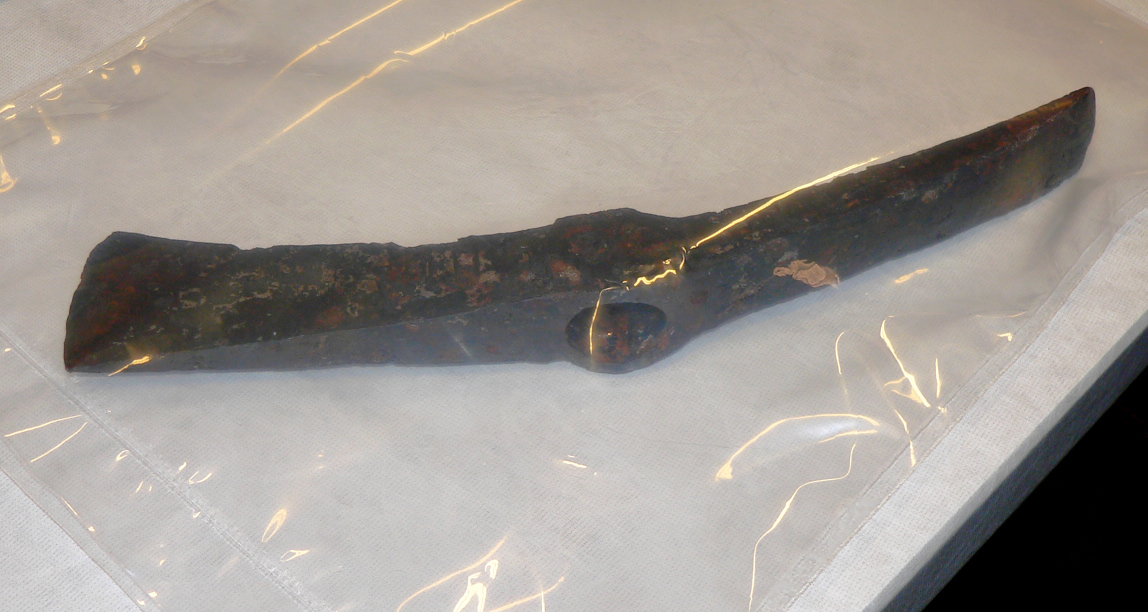
Dolabra mit der Gravur LEG IIII S A, gefunden beim Harzhornereignis in Niedersachsen

Als 193 der pannonische Statthalter Septimius Severus zum Kaiser ausgerufen wurden, schloss sich die Flavia Felix wohl umgehend seiner Sache an. Septimius ließ zu Ehren der Legion Münzen prägen. Um das Jahr 200 wurden Veteranen der Legionen IIII Flavia Felix und Legio VII Claudia in Naissus (Niš) angesiedelt. Inschriften in Apameia am Orontes aus dem frühen 3. Jahrhundert deuten auf den Einsatz einer Vexillation gegen die Parther und/oder Sassaniden hin.
Während des 3. Jahrhunderts wurde es üblich, einem Legionsnamen als besondere Auszeichnung den Herrschernamen anzufügen. Im frühen 3. Jahrhundert trug die Legion nach Caracalla (eigentlich Antoninus) den Namen Legio IIII Flavia Antoniniana. Severus Alexander (222–235) verlieh der Legion die Namen Legio IIII Flavia Alexandriana bzw. Legio IIII Flavia Severiana Alexandriana. Unter Maximinus Thrax (235–238) führte die Legion ab 236 den Namen Legio IIII Flavia Maximiniana und unter Gordian III. (238–244) Legio IIII Flavia Felix Gordiana. Eine Pionieraxt (dolabra), die durch die Inschrift LEG IIII S A der vierten Legion zugewiesen werden kann, wurde 2010 beim Harzhornereignis entdeckt; dies ist ein Indiz für die Teilnahme der Einheit (oder Teilen von ihr) an einem großen Germanienfeldzug vermutlich im Jahr 235.
Philippus Arabs (244–249) erhob die Polis Flavia Neapolis 244 zur Colonia Sergia Neapolis und siedelte dort Veteranen der Legio IIII Flavia Felix an. Welche Rolle die Legion 249 im Machtkampf zwischen Philippus Arabs und Decius spielte, ist umstritten, doch zählten zumindest die IIII Flavia und VII Claudia wohl zu Decius’ frühen Unterstützern.

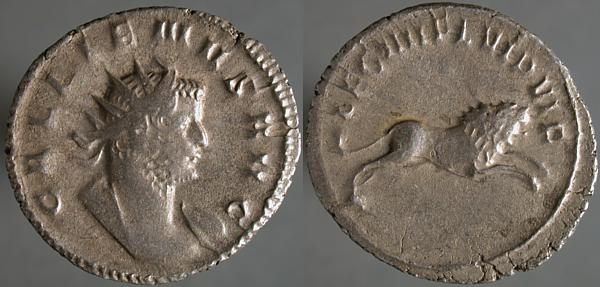
In Mailand geprägter Antoninian des Gallienus
GALLIENVS AVG
LEG IIII FL VI P VI F

Um 260 ließ Gallienus, vermutlich im Zusammenhang mit einem Alamanneneinfall in Italien, zu Ehren der Legion Münzen prägen. Er verlieh ihr auch den Beinamen Galliena und den Titel VI Pia VI Fidelis („zum sechstenmal pflichtbewusst und zum sechstenmal treu“).
Die Grabinschrift eines primipilaris protector der Legio IIII Flavia deutet darauf hin, dass Teile der Legion zur Feldarmee (Comitatenses) ausgegliedert wurden, da diese Dienststellung im Grenzheer (Limitanei) nicht vorkam. Eine Vexillation aus Legionären der Legion scheint sich in Gallien Verdienste erworben zu haben, da Victorinus (269–271) Münzen mit der Aufschrift LEG(io) IIII FLAVIA (Felix) P(ia) F(idelis) („pflichtbewußt und treu“) prägen ließ.

### Spätantike

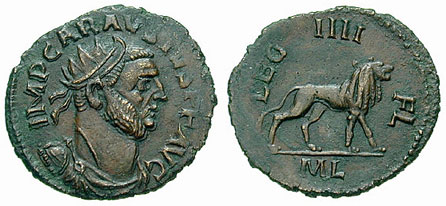
Ein Antoninian, unter Carausius geprägt. Auf der Rückseite sind der Löwe, das Symbol der Legion und die Inschrift (LEG IIII FL).

Die Legion existierte noch in der Spätantike. Eine Vexillation der Legio IIII Flavia Felix war vermutlich zwischen 285 und 290 für einen Feldzug Maximians gegen die aufständische Bagauden Galliens oder zur Bekämpfung von Piraten dem Carausius unterstellt worden. Die „gallische“ Vexillation schloss sich vermutlich um 310 Konstantin dem Großen an.
Diokletian konnte 297/298 durch das Zusammenziehen starker Truppenkontingente, zu denen auch eine Vexillation der Legio IIII Flavia Felix gehörte, eine Erhebung in Ägypten niederschlagen. Anführer dieser Rebellion waren ein gewisser Lucius Domitius Domitianus und ein Mann namens Achilleus. Alexandria kapitulierte wohl im Frühjahr 298. Dann begab er sich wieder an die östliche Wüstengrenze. Wie eine Inschrift aus dem wohl um 300 errichteten Grenzkastell Qasr al-Azraq in der jordanischen Wüste belegt, wurde eine Vexillation aus Soldaten der Legio XI Claudia, Legio VII Claudia, Legio IIII Flavia Felix, Legio I Italica und Legio I Illyricorum unter Diokletian in der neuerrichteten Provinz Arabia (Syrien, Jordanien) verlegt. Das all dieses Männer nur für den Bau einer Straße herangezogen sein sollen, wie überlegt wurde bleibt spekulativ. Als einzige real denkbare Option stellte sich für den Archäologen Samuel Thomas Parker (1950–2021) 2006 nur ein Bedrohungsszenarium dar, das von den Sarazenen ausging. Und tatsächlich gibt es literarische Belege dafür, dass Diokletian in dieser Zeit einen Krieg gegen Sarazenen führte. Andererseits schlugen der Historiker Michel Christol und der Archäologe Maurice Lenoir (1946–2010) im Jahr 2001 vor, die Inschrift bereits auf das Jahr 273, während der Herrschaftsjahre des Kaisers Aurelian, zu beziehen. Dann hätte der gegen einfallende Feinde gerichtete Aufmarsch der Legionen in der jordanischen Wüste im selben Jahr stattgefunden, wie die Niederschlagung des Aufstands in Palmyra. Sollte diese Theorie stimmen, so deuten die einige Jahre später unternommenen starken militärischen Anstrengungen Diokletians entlang des Limes Arabicus, bei denen auch Straßen entstanden, immer noch auf anhaltende ernsthafte Probleme mit den Nomadenstämmen hin.
Im frühen 5. Jahrhundert war die Quarta Flavia mit ihrem Praefectus legionis in Singidunum stationiert und unterstand als Limitanei (Grenzheer) dem Dux Moesiae primae. Danach verlieren sich die Spuren der Legion.